# Francesco Munzi
Francesco Munzi  (născut în 1969) este un regizor și scenarist italian de film.

## Studii
Francesco Munzi a făcut studii de științe politice la „Universitatea La Sapienza”. Apoi a urmat studii de regie la „Centro Sperimentale di Cinematografia” din Roma, unde a obținut diploma de regizor.

## Filmografie
Regizorul Francesco Munzi a realizat mai multe filme documentare și filme artistice de lung metraj.

### Filme documentare și de televiziune
- 1990, Van Gogh
- 1994, La Disfatta[2]
- 1999, Il Neorealismo
- 1999, Letteratura e Cinemaun

### Filme de lung metraj
Începând cu anul 2003, încearcă filmul artistic, de lung metraj.
- 2003, Saimir
- 2007, Il resto della notte (Cu Laura Vasiliu, în rolul Mariei și cu Constantin Lupescu, în rolul lui Ionuț)

## Distincții
- 2005 La a 61-a ediție a Festivalului de film de la Veneția, regizorul Francesco Munzi a primit Mențiunea specială „Leul Viitorului” pentru Cel mai bun prim film, pentru filmul Saimir.
- 2006, Marele premiu al Festivalului de la Ammonay, pentru filmul Saimir
- 2005, Marele premiu al Festivalului de la Annecy, pentru filmul Saimir.
- 2008 Filmul Il resto della notte, a fost nominalizat la Festivalul de la Cannes